# Ixora rosacea
Ixora rosacea là một loài thực vật có hoa trong họ Thiến thảo. Loài này được Perr. mô tả khoa học đầu tiên năm 1825.